# OS X v10.10
OS X 10.10, kodnamn Yosemite, är en version av Unix-operativsystemet OS X, utvecklat av Apple för företagets persondatorer. Operativsystemet bär namn efter Yosemite nationalpark. Apple utannonserade systemversionen inklusive kodnamnet i samband med att den första förhandsversionen till utvecklare släpptes i juni 2014 vid bolagets 25:e upplaga av den årliga utvecklarkonferens (Apple WWDC). Yosemite är en vidareutveckling av OS X 10.9 Mavericks och släpptes i skarp version på Mac App Store 16 oktober 2014. Bland nyheterna finns ett totalt omarbetat utseende (men samma logiska upplägg i övrigt), Icloud Drive i Finder, lösning för att skicka "för stora" bilagor i e-post, tätare Iphone-integrering med mera.

## Installation

### Allmänt
Systemversionen kommer att finnas tillgänglig utan kostnad via Mac App Store för kompatibla Macintosh-datorer med systemversion 10.6.8 eller senare. OS X 10.10 är den andra stora gratisuppdateringen i rad där OS X 10.9 var först.
Registrerade utvecklare som är medlemmar av Apples så kallade "Mac Developer Program" kan hämta hem en betaversion av operativsystemet från Apples OS X Yosemite Public Beta-sida. Det är gratis, men att registrera sig som medlem kostar 808 kronor per år (september 2014). Som registrerad medlem har man då även tillgång till programbibliotek som kan användas vid utveckling av mjukvara för OS X, samt förhandsexemplar av de flesta av Apples mjukvaror.
Mac-datorer som tillverkas efter att version 10.10 är klar kommer att ha versionen förinstallerad.

### Språk
Vid lanseringen fanns v10.10 tillgänglig med menyer och annan text på 31 språk. Dessa var arabiska, danska, engelska, finska, franska, grekiska, hebreiska, indonesiska, italienska, japanska, katalanska, kinesiska, koreanska, kroatiska, malajiska, nederländska, norska (bokmål), polska, portugisiska, rumänska, ryska, slovakiska, spanska, svenska, thai, tjeckiska, turkiska, tyska, ukrainska, ungerska och vietnamesiska.

## Systemkrav
Systemkraven för slutkundutgåvan av version 10.10 är identiska med OS X 10.8 och 10.9, vilket innebär att den fungerar på följande datorer:
- Imac ("Mid 2007" tillverkad i augusti 2007 eller senare)
- Macbook ("Late 2008 Aluminum", eller "Early 2009" eller nyare)[a]
- Macbook Pro ("Mid/Late 2007" eller nyare)[a]
- Macbook Air ("Late 2008" eller nyare)
- Mac Mini ("Early 2009" eller nyare)
- Mac Pro ("Early 2008" eller nyare)
- Xserve ("Early 2009")

Utöver krav på specifik datormodell krävs följande:
- Mac OS X 10.6.8 eller senare för att kunna uppdatera
- 2 GB RAM
- 8 GB ledigt lagringsutrymme

### Not
- a ^  Vissa funktioner såsom Airdrop och Powernap fungerar inte i modellerna Macbook Pro ("17-Inch Late 2008") och Macbook ("Late 2008" med plasthölje; de fungerar dock med Macbook "Late 2008 Aluminium").[4]

## Förändringar och förbättringar

### Allmänt
- Utseende: kraftiga influenser från IOS 7 som Apple släppte hösten 2013 där systemets grafiska gränssnitt blev betydligt "plattare". Programikonerna har fått märkbara justeringar jämfört med föregående versioner av OS X [5], vilket gör att programikonerna i OS X Yosemite ser ut som ikonerna för de medföljande motsvarigheterna i IOS 7 (och IOS 8).
- Finder: får Icloud Drive
- Safari: webbläsaren Safari har uppdaterats med nya funktioner och bättre prestanda.
- Mail: löser problemet med "för stora" bilagor (större än cirka 20 MB).
- Handoff: möjliggör att kunna slutföra något (exempelvis ett e-postmeddelade eller sms) som påbörjats på IOS-enheten med Mac-datorn, eller vice versa. Kräver dels att bägge enheter uppfyller systemkravet som är version 8 av IOS och 10.10 av OS X, men även att bägge enheter är av tillräckligt modern modell.
- Spotlight

## Versionshistorik

### Utvecklarversioner (urval)
- 2 juni 2014: 10.10 Developer Preview 1, build 14A238x[2][6]
- 17 juni 2014: 10.10 Developer Preview 2, build 14A261i[7][8]
- 7 juli 2014: 10.10 Developer Preview 3, build 14A283o[9][10]
- 21 juli 2014: 10.10 Developer Preview 4, build 14A298i[11]
- 24 juli 2014: 10.10 Public Beta, build: 14A299l[12]
- 4 augusti 2014: 10.10 Developer Preview 5, build 14A314h[13]
- 2 september 2014: 10.10 Developer Preview 7, build 14A343f[14][15]
- 30 september 2014: 10.10 GM Candidate, build 14A379a[16]
- 7 oktober 2014: 10.10 GM Candidate 2, build 14A386a[17]
- 9 oktober 2014: 10.10 GM Candidate 3, build 14A388a[18]

### Konsumentversioner
- 16 oktober 2014 släpptes OS X 10.10 (build 14A389) på Mac App Store.
- 17 november 2014 släpptes OS X 10.10.1 (build 14B25) på Mac App Store.[19]
- 27 januari 2015 släpptes OS X 10.10.2 (build 14C109) på Mac App Store.[20] Sedan dess har flera mindre säkerhetsuppdateringar släppts, utan att operativsystemets versionsnummer (men väl build-numret) har ändrats.
- 8 april 2015 släpptes OS X 10.10.3 (build 14D131) på Mac App Store. Nya programmet Photos (Bilder på svenska) ersätter Iphoto.
- 30 juni 2015 släpptes OS X 10.10.4 (build 14E46) på Mac App Store.[21][22]
- 13 augusti 2015 släpptes OS X 10.10.5 (build 14F27) på Mac App Store.[23][24]

### Yosemite Server
- 8 oktober 2014: OS X Server 4.0 Developer Preview, build 14S323[25]

## Uppföljare till OS X Yosemite
OS X 10.11 med kodnamn El Capitan släpptes den 30 september 2015 på Mac App Store.